# دنیا دادرسان
دنيا دادراسان (ولدت في 24 مارس 1997) هي مغنية أسترالية من أصول إيرانية.

## حياتها
ولدت دنيا دادرسان في 24 مارس 1997 في بوناك في طهران. وشاركت في مسلسل "خط سفيد" في سن السابعة، وهو عمل لمجموعة من الأطفال والمراهقين الإيرانيين، كما شاركت في فيلم قصير بعنوان بول. ومن سن 8 إلى 12 عامًا، درست البيانو على يد فرح أسانلو، التي كانت إحدى تلاميذ أنوشيرفان روحاني، ودخلت هذا المجال بشكل احترافي في سن 15 عامًا. وكانت تتمتع بموهبة خاصة بالموسيقى، بالإضافة إلى أن عائلتها تعتبر الموسيقى أحد أنشطتهم اليومية والرئيسية.
هاجرت دنيا دادراسان برفقة عائلتها إلى كوالالمبور بماليزيا عام 2009، وكان عمرها آنذاك 13 عامًا. وبعد ذلك بعامين، في سن 15 عامًا، هاجرت مجددًا عائلتها إلى ملبورن بأستراليا، لاحقًا بدأت الغناء في سن 16 عامًا في أستراليا. وفي عام 2014، ومع بدء انتشار استخدام إنستغرام بين الإيرانيين، اشتهرت بسرعة كبيرة من خلال نشر مزيج من الأغاني الإيرانية والأجنبية على صفحتها على إنستغرام.
وفي نفس الفترة بدأت نشاط دنيا دادارسان في الأكاديمية الأسترالية، وبدأت نشاطها الغنائي الأول في فرقة سيهنيك. أول أغنية غنتاها في أستراليا كانت مع فرقة سيهنيك والتي كانت تسمى "الأحلام الذهبية". أما الأغنية الثانية فكانت أغنية للمنتخب الوطني، وقد جذبت انتباه عدد من المطربين والمقدمين الإيرانيين، منهم سينا ولي الله وماكس أميني وصوت أمريكا. لاحقًا وبعد 9 أشهر تركت هذه الفرقة بسبب خلافات.
أخيرًا وفي أغسطس 2016، أصدرت أول أغنية مستقلة لها بعنوان "ميدوني دوست دارم". وفي أبريل 2017، بعد أيام قليلة من عيد ميلادها الحادي والعشرين، أصدرت أغنية بعنوان "Az In Shahr Baru"، والتي لاقت استحسانًا كبيرًا وهي البداية الرسمية لمسيرتها المهنية.
أكبر نجاح لها كان بأغنية "Ko Ta Biad" التي حصدت أكثر من 43 مليون تشغيل على راديو Javan، وحصد الفيديو الموسيقي الخاص بها أكثر من 6 ملايين مشاهدة على يوتيوب و17 مليون مشاهدة على راديو Javan. كما أن أغنية "العم حسن" التي صدرت في شهر مارس من عام 1400، حصلت على أكثر من 60 مليون تشغيل على إذاعة جافان.
في الاحتجاجات الشعبية عام 1401 في إيران، قامت دنيا دادرسان بقص شعرها لإظهار التضامن والاحتجاج على قمع الناس والمتظاهرين في إيران ومقتل مهسا أميني، الأمر الذي جلب الكثير من التغطية الإعلامية.